# Frank Kramer
Frank Kramer (Evansville, 15 settembre 1880 – East Orange, 8 ottobre 1958) è stato un pistard statunitense.
Professionista dal 1900 al 1921, vinse il titolo mondiale nella velocità nel 1912.

## Carriera
Kramer si dedicò al ciclismo fin da bambino, spinto dai genitori che volevano migliorare la sua salute fisica, in quanto a rischio di tubercolosi. Gli acquistarono una bicicletta e si trasferirono a East Orange, una località sul mare in New Jersey.
Kramer iniziò l'attività agonistica nel 1895. Nel 1898 vinse il campionato nazionale sprinter della League of American Wheelmen's. Nel 1899 vinse il titolo della National Cycling Association. Passò al professionismo nel 1900, consigliato da Major Taylor. Battuto da Taylor nella sua prima finale del campionato nazionale, Kramer ottenne negli anni successivi sedici vittorie consecutive.
Dal 1905 ricevette i primi inviti per gareggiare in Europa. Nel 1912 ottenne il primo posto ai campionati del mondo di Newark.
La prima sconfitta per il titolo nazionale arrivò nel 1917, ma tornò a vincere nel 1918 e nel 1921.
Nel 1922 rinunciò all'attività agonistica, ma non al ciclismo, divenendo giudice di gara ed ottenendo cariche istituzionali nel ciclismo statunitense.
Un anno dopo la sua vittoria al mondiale (1913), nacque Gorni Kramer, direttore d'orchestra italiano, che ricevette il suo nome ("Kramer") in quanto il padre era un appassionato di ciclismo, che volle così rendere omaggio al campione statunitense.

## Palmarès
- 1901

Campionati statunitensi, Velocità
- 1902

Campionati statunitensi, Velocità
- 1903

Campionati statunitensi, Velocità
- 1904

Campionati statunitensi, Velocità
- 1905

Campionati statunitensi, Velocità
Grand Prix de Paris
- 1906

Campionati statunitensi, Velocità
Grand Prix de Paris
Grand Prix de Buffalo (Parigi)
- 1907

Campionati statunitensi, Velocità
- 1908

Campionati statunitensi, Velocità
Sei giorni di Pittsburgh
- 1909

Campionati statunitensi, Velocità
- 1910

Campionati statunitensi, Velocità
Sei giorni di Newark
Sei giorni di Boston
- 1911

Campionati statunitensi, Velocità
- 1912

Campionati del mondo, Velocità
Campionati statunitensi, Velocità
- 1913

Grand Prix de Pâques (Parigi)
Campionati statunitensi, Velocità
- 1914

Campionati statunitensi, Velocità
- 1915

Campionati statunitensi, Velocità
- 1916

Campionati statunitensi, Velocità
- 1918

Campionati statunitensi, Velocità
- 1921

Campionati statunitensi, Velocità

## Piazzamenti

### Competizioni mondiali
- Campionati del mondo

Newark 1912 - Velocità: vincitore